# Cees van Espen
Cees van Espen (Arnhem, 28 de maig de 1938) és un ciclista neerlandès, ja retirat, que fou professional entre 1964 i 1969. Durant la seva carrera professional destaca una victòria d'etapa al Tour de França de 1965.

## Palmarès
- 1962
  - 1r a la Volta a Twente
  - 1r a la Volta a Brabant
- 1963
  - 1r al Tour del Canadà
  - Vencedor d'una etapa de la Ronde van het IJsselmee
- 1965
  - Vencedor d'una etapa al Tour de França
- 1966
  - 1r a Putte-Mechelen

### Resultats al Tour de França
- 1964. Abandona (6a etapa)
- 1965. Abandona (11a etapa). Vencedor d'una etapa